# Chia
奇亞幣（英語：Chia，代號：XCH），是一种加密货币，由一家名为Chia Network的公司推出。該公司由美國程式設計師布莱姆·科亨（Bram Cohen）創辦於2017年。
它的数据挖掘（挖矿）能力取決於人們投入的硬盘存储空间大小，這空間證明與比特币等依賴顯卡、ASIC運算能力來挖礦的加密货币有所不同。在中国，不少人開始於2021年5月囤積硬盤，這导致了機械硬盘（HDD）和固态硬盤（SSD）的短缺和价格上涨。越南也出現同樣的短缺狀況。臺灣的SSD控制晶片廠商群聯電子估计，由于奇亞幣的原因，2021年SSD的价格将上涨10%。硬盘制造商希捷科技在2021年5月表示，该公司接到大量订单，员工正努力地"适应市场需求"。
2021年5月，Chia Networks的总裁吉恩·霍夫曼（Gene Hoffman）承认，"我们已经有点破坏了硬盘的短期供应链"。

## 外部連結
- 官方网站